# Zygmunt Radzimiński
Zygmunt Feliks Radzimiński-Luba (ur. 2 kwietnia 1843 w Szymkowcach, zm. 12 października 1928 we Lwowie) – polski archeolog, historyk, heraldyk i genealog.

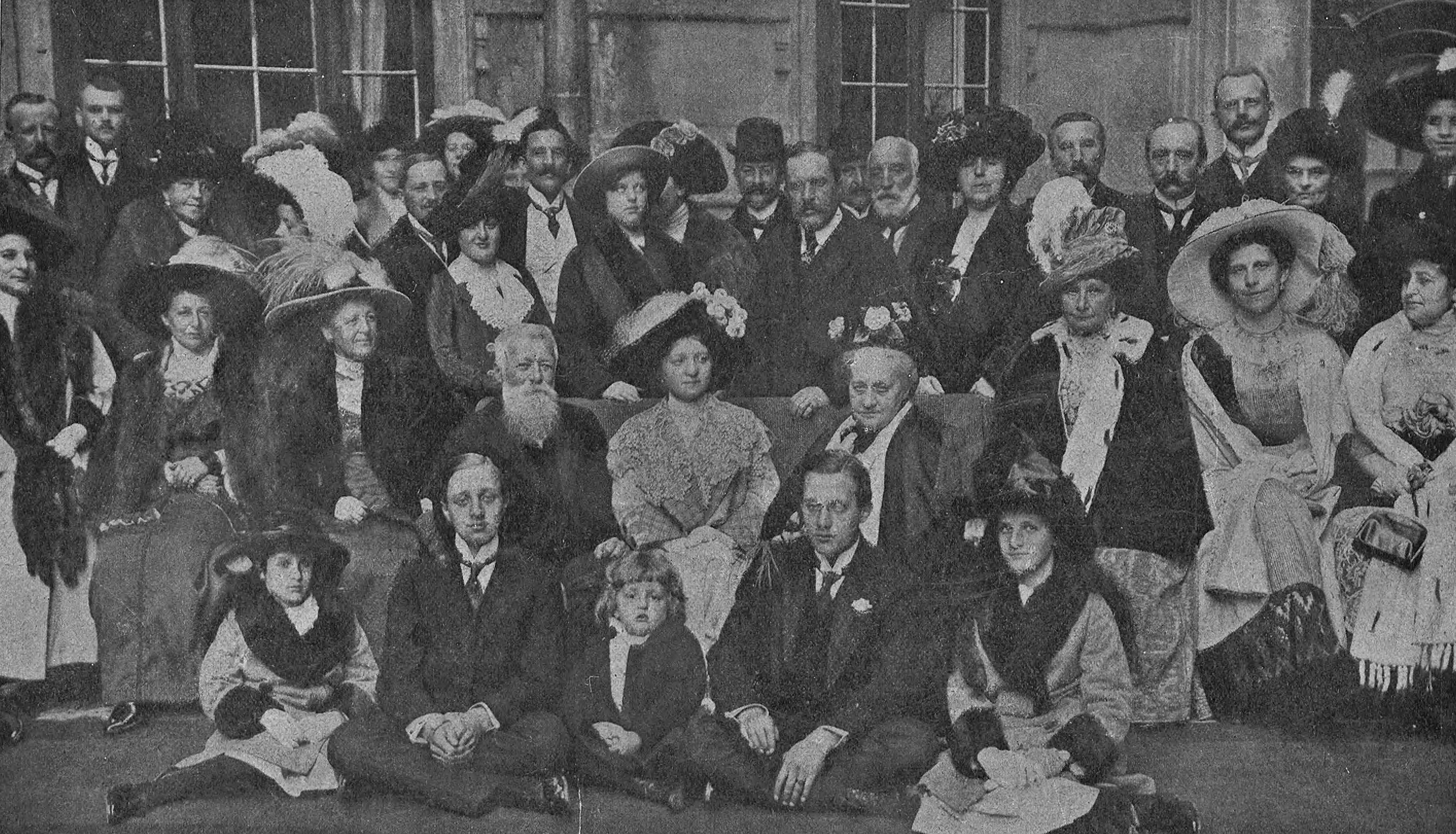
Złote gody Zygmunta i Anieli Radzimińskich w 1912

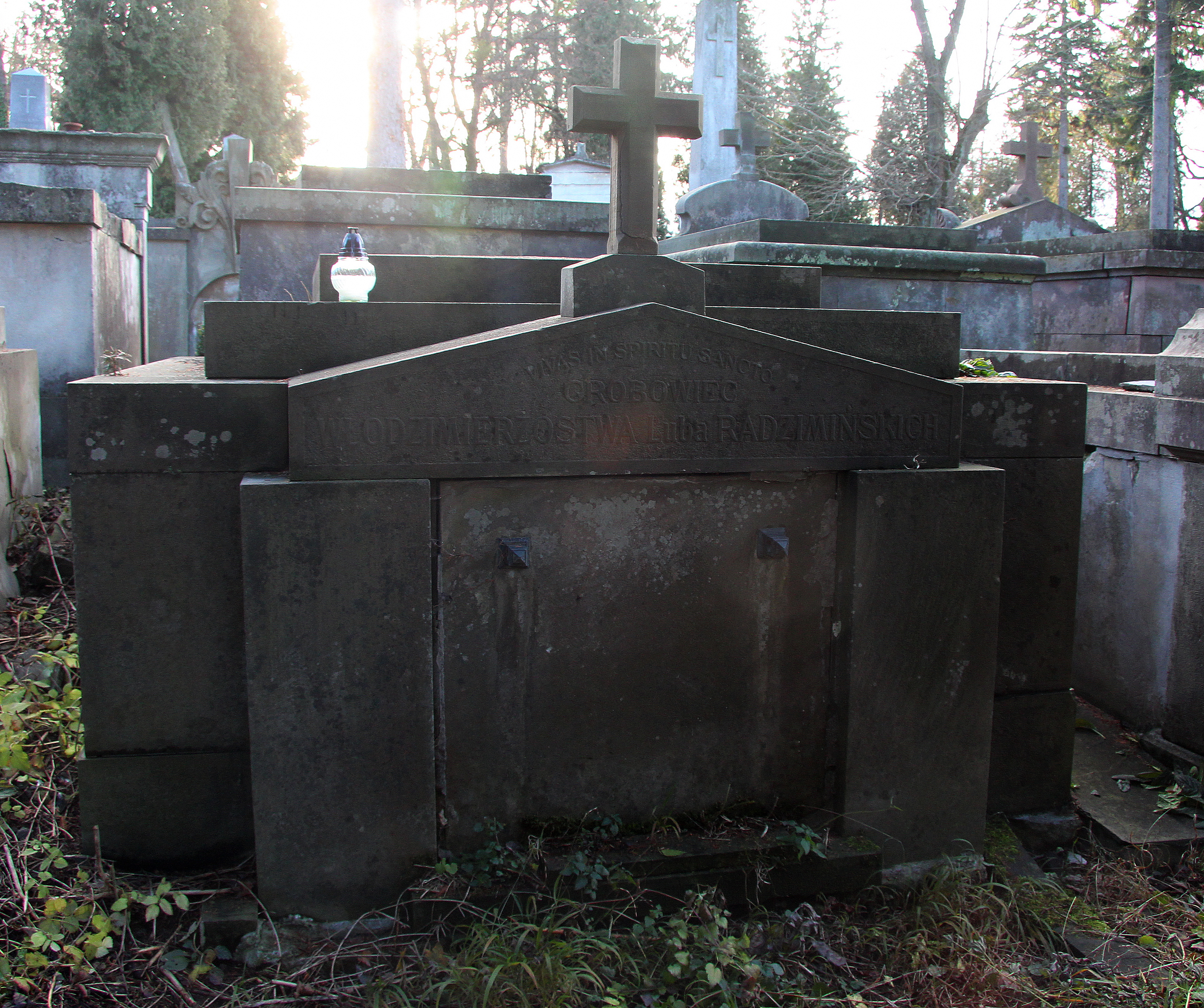
Grobowiec Radzimińskich

## Życiorys
Urodził się 2 kwietnia 1843 w Szymkowcach koło Ostroga na Wołyniu. Studiował od 1859 na Uniwersytecie Kijowskim nauki przyrodnicze, następnie prawo. W maju 1862 przerwał studia. Poślubił siedemnastoletnią Anielę Czosnowską, córkę Jana, marszałka powiatu zasławskiego i Marii z Jełowickich. Zamieszkał w Zawadyńcach nad Horyniem, w majątku odziedziczonym po dziadku Wincentym Radzimińskim.
W 1863 zamieszkał we Lwowie i rozpoczął pracę w Ossolineum. W latach 1868/1869 nawiązał kontakty ze środowiskiem naukowym Krakowa. Od roku 1876 prowadził wykopaliska archeologiczne na Wołyniu.
21 kwietnia 1876 został wybrany na posła do Wołyńskiego Sejmiku Szlacheckiego w Żytomierzu jako przedstawiciel powiatu ostrogskiego. W późniejszych latach pełnił z wyboru różne funkcje społeczne, lecz wskutek nieporozumień z władzami w 1884 zrezygnował z ich pełnienia. Osiadł w Siwkach i zajął się gospodarstwem.
Od 1876 często odwiedzał Kraków, by wysłuchiwać wykładów na Uniwersytecie Jagiellońskim. W latach 1878/1879 założył w Krakowie „Dwutygodnik Naukowy, poświęcony archeologii, historii i lingwistyce”. Od 1904 zamieszkał ponownie we Lwowie i włączył się do lwowskiego środowiska naukowego (Wincenty Pol, August Bielowski, Franciszek Ksawery Godebski). Zbudował tam willę „Luba”.
Został w 1878 członkiem korespondentem Moskiewskiego Towarzystwa Archeologicznego, członkiem Polskiej Akademii Umiejętności oraz wielu towarzystw naukowych polskich i zagranicznych. Był w 1908 członkiem założycielem Towarzystwa Historycznego we Lwowie, w 1911 został jego prezesem, w 1925 prezesem honorowym. Był prezesem Zjazdu Sędziów Pokoju w Krzemieńcu i dożywotnim sędzią krzemienieckim.
Działalność naukowa Zygmunta Radzimińskiego poświęcona była głównie historii Ukrainy i Wołynia.
2 maja 1923 został odznaczony Krzyżem Oficerskim Orderu Odrodzenia Polski „za zasługi, położone w dziedzinie prac historyczno-heraldycznych".
Zmarł 12 października 1928 w willi „Luba” przy ulicy 29 Listopada we Lwowie, a 15 października został pochowany na tamtejszym Cmentarzu Łyczakowskim.

## Dzieła (wybór)
- Luba-Radziminski Z.: Wiadomość o nowych wykopaliskach w powiecie Ostrogskim na Wołyniu[6] // Zbiór wiadomości do antropologii krajowej. – Kraków, 1878. – T. 2. – S. 73–74.
- Archiwum książąt Lubartowiczów Sanguszków w Sławucie. T. 1, 1366-1506 / wyd. pod kier. Z. L. Radzimińskiego [et al.]. Lwów: nakł. właściciela, 1887 T. 2, 1888 T. 3, 1899, T. 4, 1890, T. 5, 1897, T. 7, 1910
- Radzimiński, Zygmunt Luba: Materyały do historyi oblężenia i obrony Lwowa w 1672 r.: z dodaniem kilku szczegółów odnoszących się do życia i spraw domowych Jana Eliasza z Łąki Łąckiego [...] / zebr. w jubileuszowym roku Sobieskiego przez Z. L. Radzimińskiego.: Kraków: [s.n.], 1884[7]
- Z. L.Radzimiński (oprac.): Monografia XX. Sanguszków oraz innych potomków Lubarta-Fedora Olgerdowicza X. Ratneńskiego. T. 1 : Lwów: R. Sanguszko, 1906. T. 2 cz. 1, Linia Niesuchojeżska 1911
- Radzimiński, Zygmunt Luba: O tożsamości tytułów kniaź i książę w dawnej Rzeczypospolitej: Lwów: [s.n.], 1908[8]
- Radzimiński, Zygmunt Luba: Sprawa odrębnego pochodzenia Chodkiewiczów litewskich i białoruskich: Kraków: Polskie Towarzystwo Heraldyczne, 1928[9]
- Radzimiński, Zygmunt Luba: Kniaziowie i szlachta między Sanem, Wieprzem, Bugiem, Prypecią, Dnieprem, Siniuchą, Dniestrem i północnymi stokami Karpat osiedleni (wraz z W. Rulikowskim), 1880